# Увейан
Увейа́н (фр. Ouveillan) — коммуна во Франции, находится в регионе Лангедок — Руссильон. Департамент коммуны — Од. Входит в состав кантона Жинеста. Округ коммуны — Нарбонна.
Код INSEE коммуны — 11269.

## Население
Население коммуны на 2008 год составляло 2167 человек.
| 1962 | 1968 | 1975 | 1982 | 1990 | 1999 | 2008 |
| ---- | ---- | ---- | ---- | ---- | ---- | ---- |
| 1790 | 1921 | 1888 | 1861 | 1882 | 1913 | 2167 |

## Экономика
В 2007 году среди 1264 человек в трудоспособном возрасте (15—64 лет) 860 были экономически активными, 404 — неактивными (показатель активности — 68,0 %, в 1999 году было 65,0 %). Из 860 активных работали 755 человек (411 мужчин и 344 женщины), безработных было 105 (60 мужчин и 45 женщин). Среди 404 неактивных 98 человек были учениками или студентами, 162 — пенсионерами, 144 были неактивными по другим причинам.

## Фотогалерея

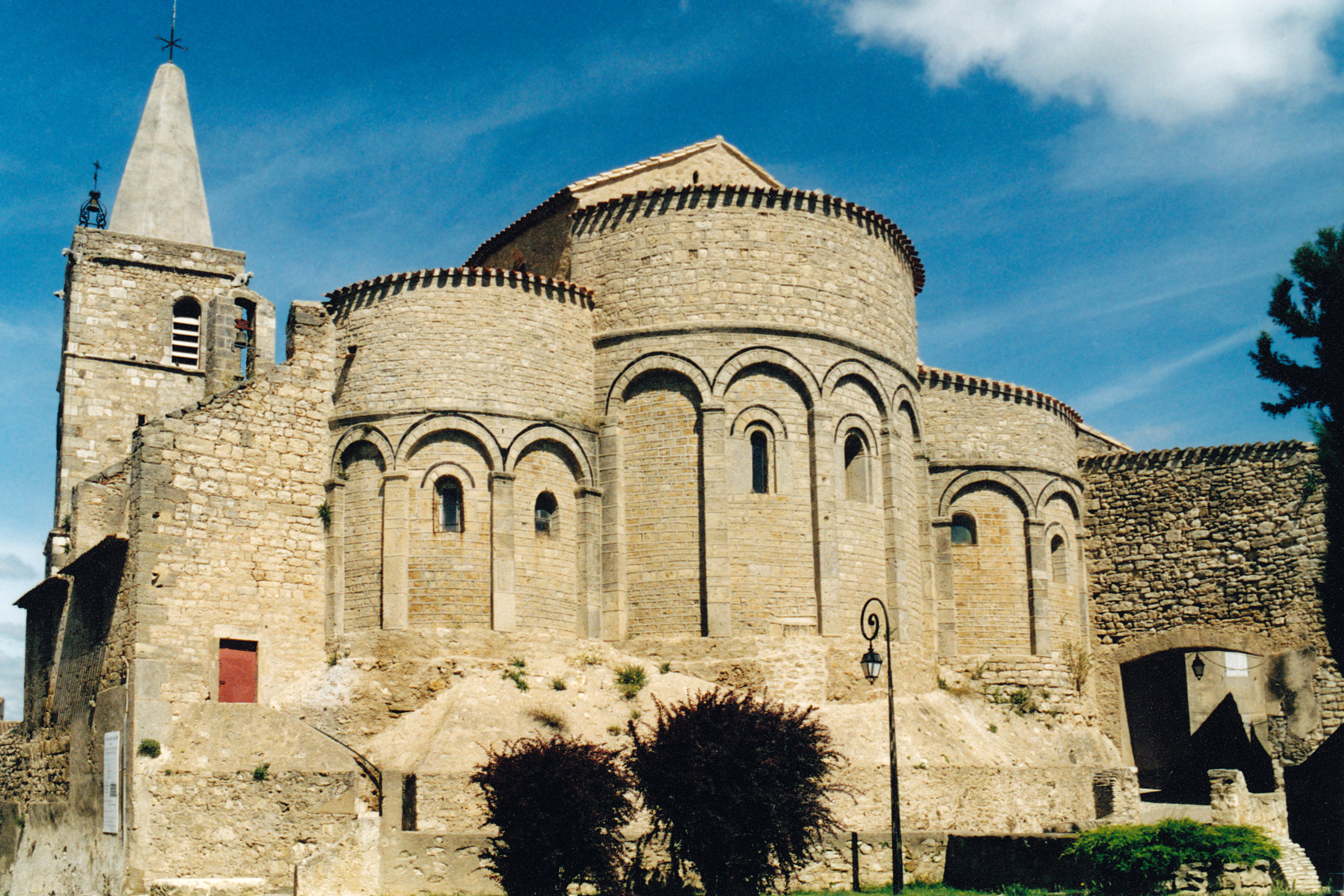
Церковь св. Иоанна Богослова
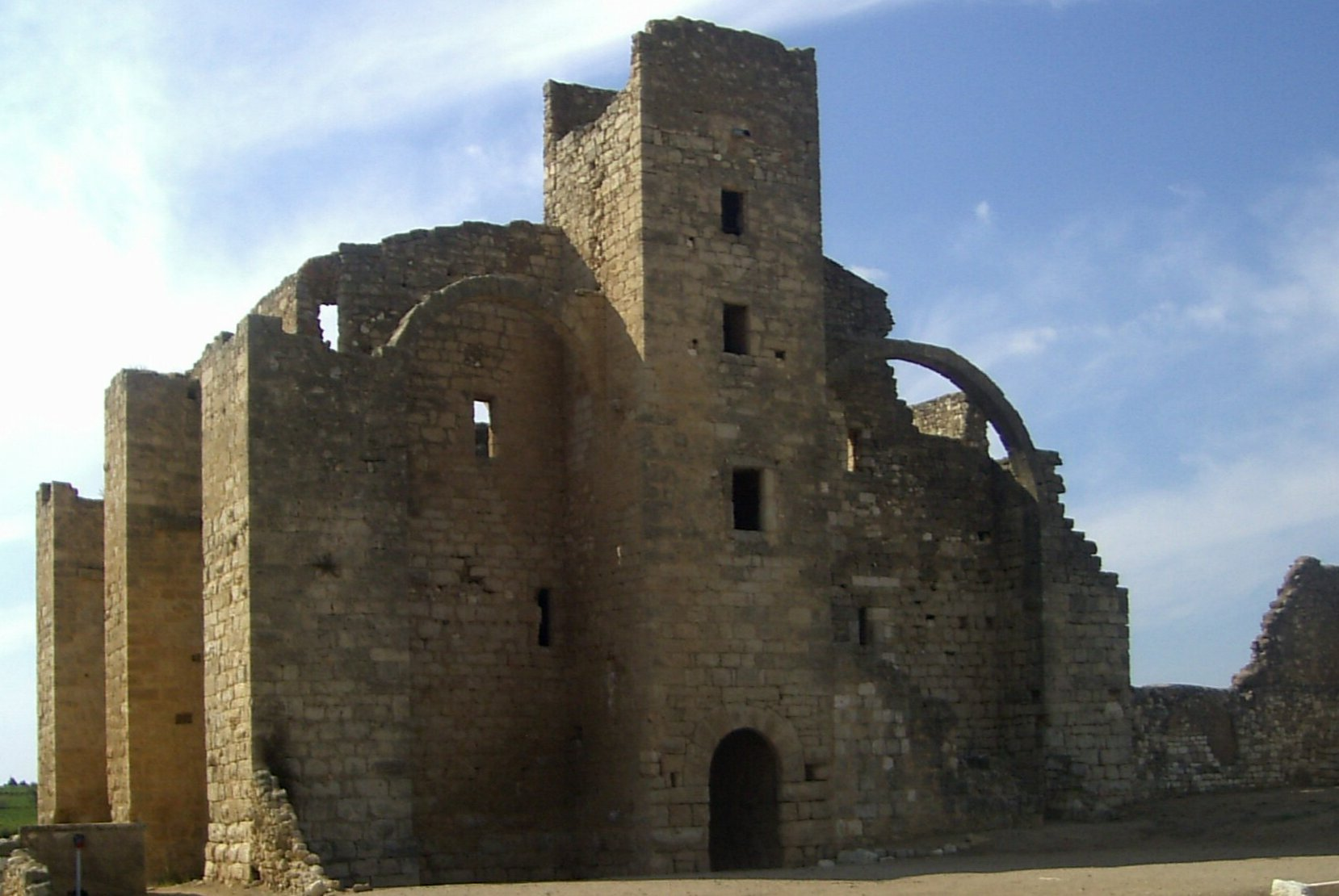
Руины хранилища цистерцианского аббатства